# Краснобрід (гміна)
Гміна Краснобрід (пол. Gmina Krasnobród) — місько-сільська гміна у східній Польщі. Належить до Замостського повіту Люблінського воєводства.
Станом на 31 грудня 2011 року в гміні проживало 7255 осіб.

## Площа
Згідно з даними за 2007 рік площа гміни становила 124,85 км², у тому числі:
- орні землі: 47 %;
- ліси: 45 %.

Таким чином, площа гміни становить 6.67 % площі повіту.

## Населення
Станом на 31 грудня 2011:
| Опис     | Загалом | Загалом | Чоловіки | Чоловіки | Жінки | Жінки |
| -------- | ------- | ------- | -------- | -------- | ----- | ----- |
| одиниця  | осіб    | %       | осіб     | %        | осіб  | %     |
| все      | 7255    | 100     | 3663     | 50,49    | 3592  | 49,51 |
| міське   | 3107    | 100     | 1526     | 49,11    | 1581  | 50,89 |
| сільське | 4148    | 100     | 2137     | 51,52    | 2011  | 48,48 |

## Сусідні гміни
Гміна Краснобрід межує з такими гмінами: Адамув, Юзефув, Криниці, Сусець, Тарнаватка, Звежинець.